# Јејски лиман
Јејски лиман (рус. Ейский лиман) малени је и плитки залив лиманског типа у јужном делу Таганрошког залива у акваторији Азовског мора, на југозападу европског дела Руске Федерације. Административно припада Краснодарској Покрајини, а територијално је подељен између њеног Јејског и Шчербиновског рејона.
Површина залива је 244 km², дужина око 24 км, а максимална ширина до 13 km. Залив је доста плитак са максималном дубином воде од свега 3,2 метра, просечне дубине воде крећу се од 0,6 до 1,5 метара. Јејски лиман у својој основи представља проширено естуарско ушће реке Јеје које је Глафировском и Јејском превлаком одвојено од отвореног мора. Јејски лиман је добро заштићен од удара ветрова.
На западној обали Јејског лимана налази се град Јејск.